# NGC 7507
NGC 7507 este o galaxie eliptică situată în constelația Sculptorul. A fost descoperită în 30 octombrie 1783 de către William Herschel. Se află la o distanță de 24,55 de megaparseci de Pământ.